# Australopithecus deyiremeda
Australopithecus deyiremeda es una especie extinta de hominino que vivió hace cerca de 3.3-3.4 millones de años en el norte de Etiopía, más o menos en la misma época y lugar que la especie Australopithecus afarensis, cuyos restos incluyen los de la bien conocida Lucy.

## Descubrimiento
El 4 de marzo de 2011, se hallaron varios restos fósiles de mandíbula y maxilar con piezas dentarias y algunos dientes sueltos en el área de estudio del Proyecto Paleontológico Woranso-Mille localizado en la región de Afar en Etiopía, cerca de 520 km al noroeste de la capital Addis Ababa y a 35 km, al norte de Hadar (Etiopía) (el sitio del descubrimiento de Lucy). El maxilar fósil, catalogado como BRT-VP-3/1, tenía dientes pequeños y huesos de la mejilla en posición más adelantada; las  mandíbulas, BRT-VP-3/14 y RT-VP-3/37, son robustas, y con esmalte grueso en algunos dientes, lo que sugiere que la especie «estaba probablemente adaptada a recursos alimentarios más duros, correosos y más abrasivos» que A. afarensis. Los autores de su descripción especularon que esta especie era muy probablemente un descendiente de A. afarensis y posiblemente es ancestral con respecto al clado sucesivo que incluye al género Homo (al que pertenecen los humanos modernos) y a Paranthropus (frecuentemente conocidos como los "australopitecinos robustos").
Yohannes Haile-Selassie, el conservador de antropología física en el Museo Cleveland de Historia Natural (y descubridor de los huesos fósiles de la mano Ardi) escribió que «El área de estudio Woranso-Mille ha producido hasta ahora más de 120 especímenes fósiles de homininis datados de entre 3.4 a 3.8 millones de años».

## Repercusiones e interpretaciones del hallazgo
John D. Hawks de la Universidad de Wisconsin–Madison afirmó a la publicación New Scientist, «Si Haile-Selassie está en lo correcto, yo pienso que lo único razonable de concluir es que un número desconocido de restos del esqueleto de Australopithecus afarensis en realidad pertenecen a esta nueva especie. Esto significa que todo lo que se ha escrito acerca de variación, función y la anatomía de Australopithecus afarensis a partir de restos fragmentarios ahora debe ser puesto en duda».
Carol Ward, una antropóloga de la Universidad de Misuri, Columbia, dijo que los fósiles «caen por fuera del rango de variación de cualquier especie descrita hasta ahora», pero se necesitarán más especímenes para hacer una comparación válida. Ward mencionó que Lucy pudo haber estado acompañada de otros australopitecinos adaptados a diferentes nichos ecológicos.
Tim D. White ha afirmado que se necesita más evidencia antes de concluir que la variación de los fósiles no es simplemente la diversidad esperada dentro de Australopithecus afarensis.
William Kimbel, un paleoantropólogo de la Universidad Estatal de Arizona afirmó que las distinciones entre este espécimen y A. afarensis «son bastante sutiles».